# André Chorda
André Chorda (ur. 20 lutego 1938 w Charleval, zm. 1998) – francuski piłkarz występujący podczas kariery zawodniczej na pozycji obrońcy.

## Kariera
Uczestnik mistrzostw świata w 1966 roku i Mistrzostwa Europy 1960.
W latach 1957–1962 oraz 1970–1974 zawodnik OGC Nice, natomiast w latach 1962–1969 gracz Girondins Bordeaux.